# Conus solangeae
Espèce
Statut de conservation UICN

 LC  : Préoccupation mineure
Conus solangeae est une espèce de mollusques gastéropodes marins de la famille des Conidae.
Comme toutes les espèces du genre Conus, ces escargots sont prédateurs et venimeux. Ils sont capables de « piquer » les humains et doivent donc être manipulés avec précaution, voire pas du tout.

## Description
La taille de la coquille varie entre 20 mm et 28 mm.

## Distribution
Cette espèce marine est présente au large de Madagascar.

### Niveau de risque d’extinction de l’espèce
Selon l'analyse de l'UICN réalisée en 2011 pour la définition du niveau de risque d'extinction, cette espèce est endémique de la côte du sud de Madagascar, de la zone de Lavanono à Fort Dauphin. Il existe encore une incertitude taxonomique sur cette espèce, qui doit être résolue. Cependant, bien que l'on sache peu de choses à son sujet, il n'existe aucune menace connue. Elle se trouve dans des eaux plus profondes, ce qui rend peu probable qu'elle soit affectée de manière significative par des menaces imprévues. Elle est donc considérée comme étant de préoccupation mineure.

## Taxonomie

### Publication originale
L'espèce Conus solangeae a été décrite pour la première fois en 2004 par le malacologiste italien Luigi Bozzetti (d) dans « Malacologia Mostra Mondia »,.

### Synonymes
- Conus (Textilia) solangeae Bozzetti, 2004 · appellation alternative
- Textilia solangeae (Bozzetti, 2004) · non accepté